# Тіт Флавій Веспасіан
Тіт Фла́вій Веспасіа́н (лат. Titus Flavius Vespasianus, автентичне написання TITVS FLAVIVS CAESAR VESPASIANVS AVGVSTVS, реконструйована вимова [ˈtɪ.tʊs ˈflaː.wi.ʊs ˈkae̯.sar wɛs.pa.siˈaː.nʊs au̯ˈgʊs.tʊs], 30 грудня 39 — 13 вересня 81), на відміну від батька, свого повного тезка Веспасіана, увійшов в історію під особистим ім'ям Тіт — римський імператор (79 — 81 рр.) з династії Флавіїв. Придушив повстання у Юдеї, здобув і зруйнував Єрусалим із Єрусалимським храмом (70). По смерті, як і багато римських імператорів, обожнений (божественний Тіт, лат. Divus Titus).

## Походження
Тіт належав до незнатного роду з міста Реате в Лації. Його прадід Тіт Флавій Петрон, за чутками був уродженцем Транспаданської Галії й щороку приїжджав на землю сабінів у складі сільськогосподарської артілі; урешті-решт він влаштувався в Реате і одружився. Втім, Светоній пише, що будь-яких доказів на користь цієї версії не знайшов. Достовірно відомо, що Петрон був центуріоном або навіть рядовим солдатом в армії Гнея Помпея Великого. Після битви при Фарсалі в 48 р. до н. е. він пішов у відставку, повернувся на малу батьківщину і зміг розбагатіти на розпродажах. Його дружину звали Тертуллія, і вона володіла маєтком поблизу міста Коза в Етрурії.
Син Петрона, Тіт Флавій Сабін, за деякими даними, був простим центуріоном або пріміпілом, а після відставки за станом здоров'я став збирачем мит у провінції Азія. Пізніше він жив у землях гельветів, де займався лихварством. Його дружина, Веспасія Полла, була більш знатною особою: її батько Веспасій Полліон тричі обирався військовим трибуном і займав почесну посаду начальника табору, а брат у своїй кар'єрі дійшов до претури і засідав у римському сенаті. Флавій Сабін, можливо, розбагатів настільки, що був прийнятий в стан вершників. Вдалим одруженням він забезпечив сенаторський статус для своїх синів; таким чином, Флавії на відміну від всіх попередніх правителів Риму не мали предків-сенаторів.
У Тіта Флавія Сабіна було троє дітей. першою народилась дівчинка, яка невдовзі померла; потім народився син, який отримав ім'я батька. Третім став Тіт Флавій Веспасіан, частіше іменований просто Веспасіаном, перший імператор з цієї родини. У рік народження свого старшого сина, який отримав те ж ім'я, Веспасіан займав посаду претора. Мати Тіта, Флавія Доміцилла, була ще менш знатною особою: її батько Флавій Ліберал був всього лише писарем при квесторі, а сама вона отримала римське громадянство тільки через суд.

## Молодість
Син Флавія Веспасіана та Флавії Доміцилли, народився в 41 році, виховувався при дворі Клавдія та Нерона разом із сином першого Британніком. Посилення Агріппіни призвело до віддалення від двора Веспасіана та його сина і зробило їх становище небезпечним внаслідок їхньої близькості до Нарцисса. Тільки після смерті Агріппіни Веспасіан отримав можливість повернутися до Риму. Воєнну кар'єру Тіт почав у Германії та Британії, де проявив себе на посаді військового трибуна. Потім він обіймав квестуру, а коли Нерон відправив Веспасіана до повсталої Юдеї, Тіт пішов слідом за батьком і отримав керівництво легіоном. У Палестині він ще більше зміцнив свою військову популярність.
Коли імператором став Гальба, Тіт був відправлений до нього з поздоровленнями, але в Коринфі дізнався про вбивство Гальби, проголошення Отона та бунт Вітеллія, і повернувся до табору батька, аби спостерігати за перебігом подій. Тут у нього визрів план прокласти батькові шлях до влади. Як людина дуже владолюбна і спритний дипломат, він діяв дуже уміло і привернув на бік Веспасіана впливового правителя Сирії Гая Ліцинія Муціана. План Тіта вдався.

## Юдейські війни
Від'їжджаючи до Італії, Веспасіан передав Тіту головнокомандування в Палестині. Незабаром, у 70 році, Тіт взяв і зруйнував Єрусалим, проявивши при цьому неабияку жорстокість. У цьому ж році став консулом. Протягом свого перебування в Палестині, Тіт зблизився з красунею Вернікою, дочкою Ірода Агріппи I  та сестрою Ірода Агріппи II.
Після повернення Тіта до Риму, пишним тріумфом було відсвятковано втихомирення Юдеї. Про взяття Єрусалима нащадкам повинна була нагадувати закладена тоді ж арка Тита, яку добудували лише при Доміціані. Тіт став співправителем батька, разом з ним справляв цензуру та декілька разів консульство — у 72, 74—77 роках, мав трибунську владу, називався імператором, ім'ям свого батька здійснював урядові дії різного роду. У той же час він обійняв посаду префекта гвардії.
Він не зупинявся перед нещадним винищенням осіб, які здавалися йому підозрілими. Серед загиблих через нього був консуляр Авл Цецина, якого Тіт запросив до себе на обід та наказав вбити. Спосіб дій Тіта при Веспасіані зробив його ім'я ненависним у Римі. Римлянам дуже не подобалося також присутність в Римі Верніки: вони боялися, як би ця єврейка не стала Августою.

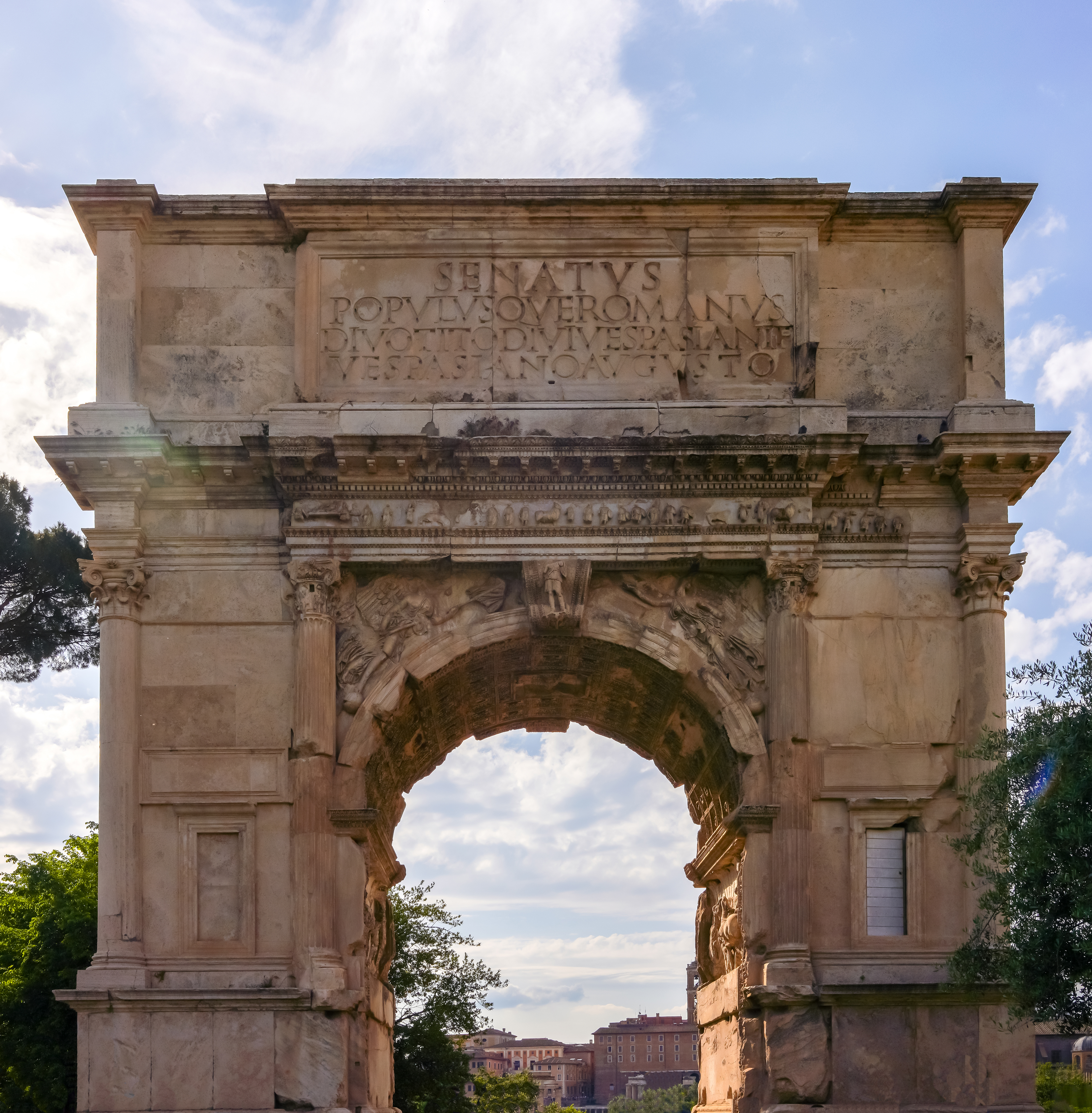
Тріумфальна Арка Тита

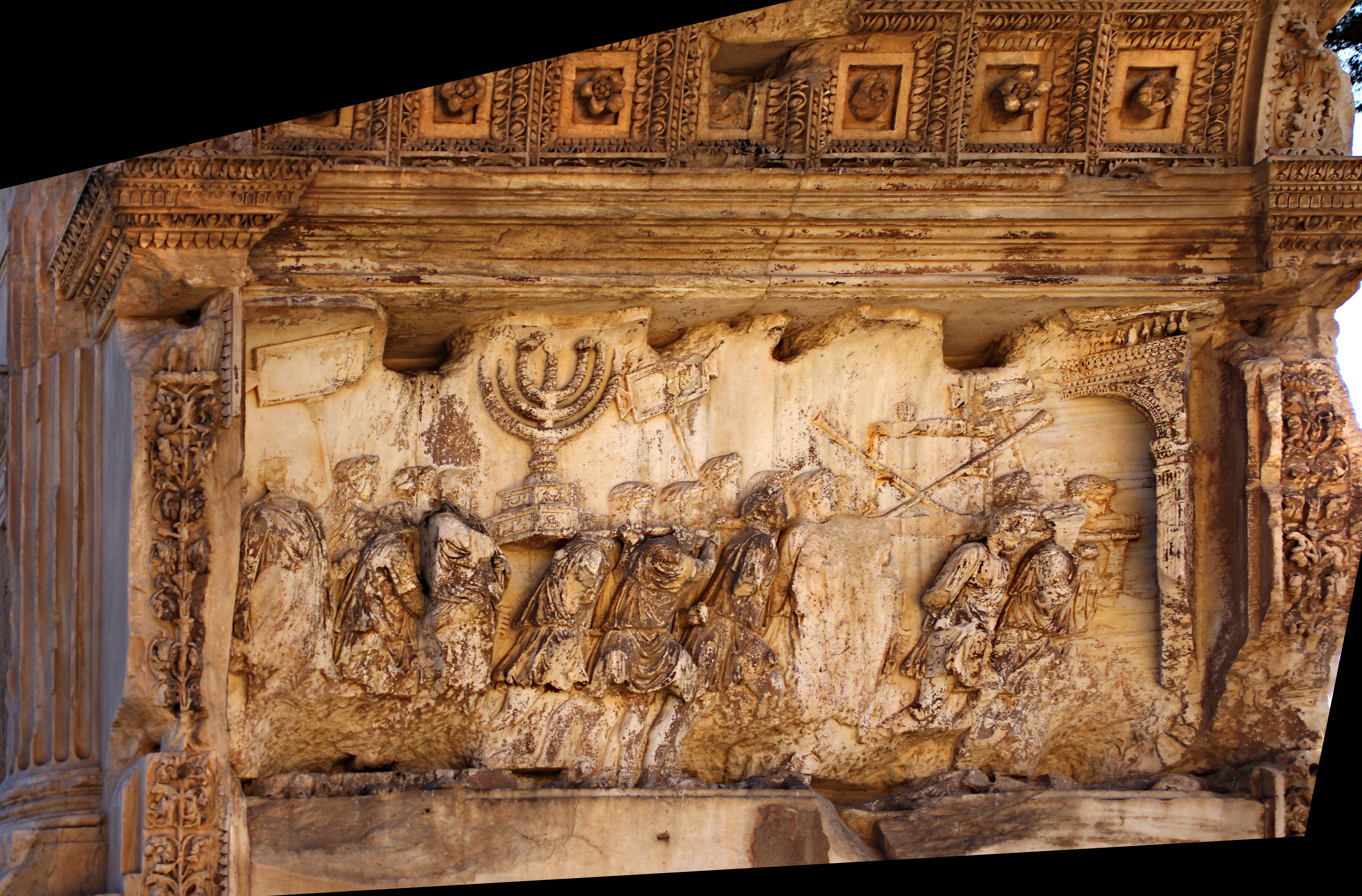
Арка Тита: Перша Юдейська війна. Хода з менорою

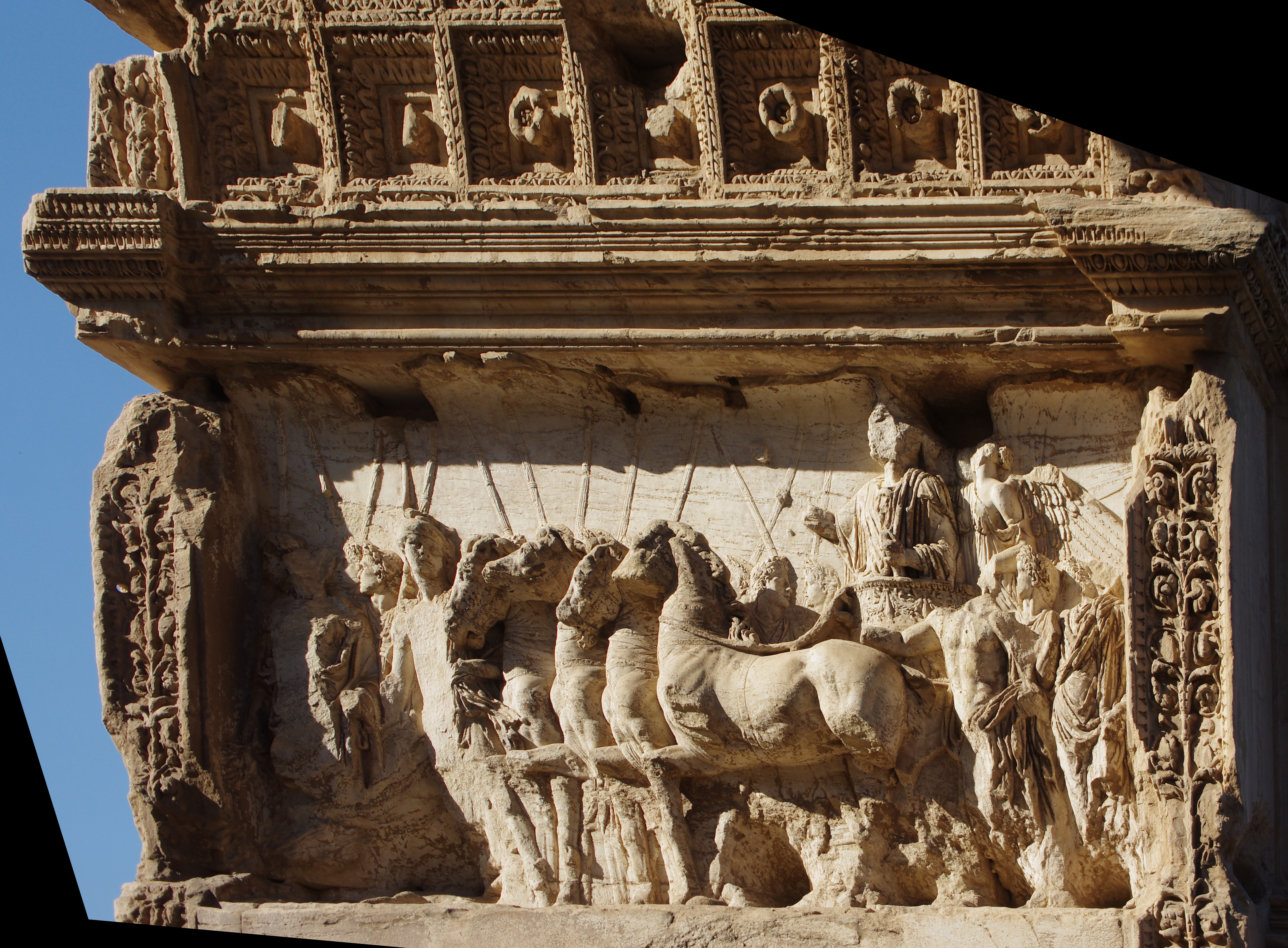
Арка Тита: Тіт Флавій Веспасіан на квадризі під час тріумфу

## Правління

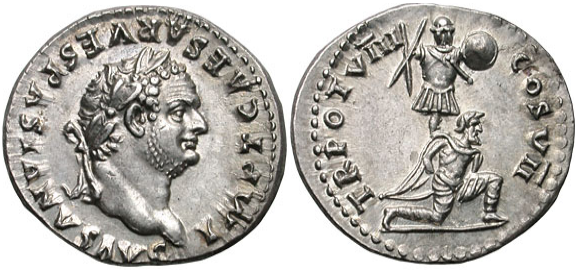
Римський денарій із зображенням Тіта. На реверсі увічнено його тріумф в Юдейській війні у вигляді єврейського полоненого, що стоїть на колінах перед трофейною зброєю

Коли Веспасіан помер 23 червня 79 року, Тіт посів його місце, маючи громадську думку безумовно проти себе. Він поставив собі за мету примирити з собою підданих: став суворо карати донощиків, помилував обвинувачених у образі величі, намагався здобути прихильність народу розкішними спорудами та іграми.
При ньому у 80 році було відкрито побудований Веспасіаном Флавіїв амфітеатр (Колізей), збудовані водопроводи та терми, які отримали його ім'я. З нагоди освячення Колізея під час святкувань, що тривали 100 днів, було вбито 9 000 диких звірів і багато гладіаторів. Споруди та ігри вимагали величезних витрат і швидко поглинали кошти, накопичені за часів скупого Веспасіана.
Значні кошти пішли також на допомогу постраждалим від суспільних лих: велика пожежа винищила багато приватних та громадських будівель в Римі, в Кампанії великі збитки спричинило знамените виверження Везувія (24 серпня 79 року); з 77 року в державі лютувала чума. Тіт самостійно доглядав хворих на чуму і не захворів. Але врешті-решт усі ці негаразди розхитали фінанси країни, спричинивши економічну кризу.
Помер Тіт 13 вересня 81 року від злоякісної нетривалої гарячки. Є припущення, що це була малярія або черевний тиф. Він був двічі одружений і від другої дружини Марції Фурнілли мав дочку Юлію. Наступником його став молодший брат Доміціан.

## Громадські роботи
Будівництво амфітеатру Флавіїв, відомого як Колізей, що почалось ще в 70 році під час правління Веспасіана, було завершено Тітом у 80 році. Крім організації вражаючих своїм масштабом розваг для римського населення, будівля була задумана також як гігантський тріумфальний пам'ятник для увіковічнення військових досягнень династії Флавіїв під час Юдейської війни.
Інавгураційні ігри на відзначення закінчення будівництва нового амфітеатру тривали протягом ста днів і відзначались надзвичайною складністю та різноманітністю. Вони включали гладіаторські бої, бої між дикими тваринами, морські бої, для організації яких арена амфітеатру затоплювалась водою, скачки на конях і перегони колісниць. Під час вистав в аудиторію кидались дерев'яні кульки, з написаними на них назвами призів (одяг, золото і навіть раби), які потім можна було обміняти на вказаний на кульці виграш.
Біля амфітеатру, у районі Золотого будинку Нерона, Тіт наказав побудувати нову громадську лазню — терми Тита. Будівництво цієї будівлі було поспішно завершено, щоб збігтися по часу з завершенням будівництва амфітеатру Флавія.
Тіт відновив практику імперського культу, хоча, здається, вона зустрілась з певними труднощами, оскільки Веспасіан не був деітифікованим протягом шести місяців після його смерті. Для подальшого уславлення і возвеличення династії Флавіїв на римському Форумі було закладено фундамент храму, який пізніше став називатись Храмом Веспасіана і Тита і був закінчений рідним братом Тіта Доміціаном.

## Смерть
Після закриття ігор на честь нового амфітеатру, Тіт вирушив на землі Сабинів, але захворів вже на першій поштовій станції і, як вважається, помер від гарячки в тому ж придорожному будинку, що і батько. Як стверджується, останні слова, які він висловив перед тим, як відійти, були: «Я зробив лише одну помилку»
Тіт керував Римською імперією трохи більше двох років, від смерті батька в 79 році до його власної 13 вересня 81 року. Його наступником став Доміціан, чиїм першим актом як імператора було деітефікація і введення культу брата.
Історики спекулювали щодо точних причин смерті Тіта і значення його останніх слів. Філострат пише, що він був отруєний Доміціаном і що така смерть було спророкована йому Аполлонієм Тіанським. Светоній і Касій Діон схиляються до природних причин смерті, але обидва звинувачують Доміціана, що залишив хворого Тіта напризволяще. Пізніше, Діон вважав посилання на «єдину помилку» Тіта те, що він не стратив свого брата, коли виявив, що той відверто планує змову проти нього.

## Зовнішність
Згідно зі Светонієм, у Тіта з підліткового віку «проявилися яскраві риси характеру», він відрізнявся «чудовою красою». Тацит також пише про красу Тіта. При цьому Тіт був невисокий, з роками в нього з'явився живіт. На монетах його обличчя дуже схоже на обличчя Веспасіана з неминучими віковими відмінностями.
Збереглися три прижиттєвих скульптурних зображення Тіта. Це скульптура в Ватиканському музеї, що зображає його в позі оратора і одягнутим в тогу, а також два бюсти в археологічному музеї в Неаполі і в паризькому Луврі. Перший з них виконаний в реалістичній манері, другий ідеалізує імператора, зображаючи його молодшим.

## Характеристика
Голос народу назвав Тіта «любов'ю та втіхою роду людського» (amor ас deliciae generis humani), хоча його поведінка до смерті батька дає підстави недовірливо ставитися до цієї традиції. Можливо, що нетривалість його правління не дала можливості сповна проявитися його характеру, очевидно, не настільки ж лагідному, якщо, за твердженням Светонія, деякі пророкували за часів Веспасіана, що Тіт буде «другим Нероном».